# Dolac (Bela Palanka)
Pour les articles homonymes, voir Dolac.
Dolac (en serbe cyrillique : Долац) est un village de Serbie situé dans la municipalité de Bela Palanka, district de Pirot. Au recensement de 2011, il comptait 428 habitants.

## Démographie

### Évolution historique de la population
| 1948 | 1953 | 1961 | 1971 | 1981 | 1991 | 2002 | 2011 |
| ---- | ---- | ---- | ---- | ---- | ---- | ---- | ---- |
| 425  | 402  | 424  | 444  | 398  | 468  | 430  | 428  |

|  |